# Akan (Wisconsin)
Akan es un pueblo ubicado en el condado de Richland en el estado estadounidense de Wisconsin. En el Censo de 2010 tenía una población de 403 habitantes y una densidad poblacional de 4,31 personas por km².

## Geografía
Akan se encuentra ubicado en las coordenadas 43°20′9″N 90°36′23″O / 43.33583, -90.60639. Según la Oficina del Censo de los Estados Unidos, Akan tiene una superficie total de 93.56 km², de la cual 93.56 km² corresponden a tierra firme y (0%) 0 km² es agua.

## Demografía
Según el censo de 2010, había 403 personas residiendo en Akan. La densidad de población era de 4,31 hab./km². De los 403 habitantes, Akan estaba compuesto por el 98.26% blancos, el 0.74% eran afroamericanos, el 0.5% eran amerindios, el 0% eran asiáticos, el 0% eran isleños del Pacífico, el 0% eran de otras razas y el 0.5% pertenecían a dos o más razas. Del total de la población el 0.25% eran hispanos o latinos de cualquier raza.